# 我至叻
我至叻是香港藝人陈百祥於1995年推出的粵語歌曲，由区瑞强作曲及作词，收录于陈百祥1996年发行的专辑《全港至叻星》中。

## 背景
1995年香港藝人陈百祥主持無綫電視遊戲節目《運財智叻星》，大受歡迎。我至叻成為該節目的後期主題曲。然而我至叻並非該節目的衍生作品，反而該節目的出現是受到我至叻的影響。當時正臨近香港回歸，陈百祥後來曾承認此歌是親中政黨民建聯出資製作，以唱好香港形勢。
此歌亦是1995年電影《賭聖2：街頭賭聖》的主題曲。

## 獎項
| 年份 | 頒獎禮                        | 獎項                     | 結果 |
| ---- | ----------------------------- | ------------------------ | ---- |
| 1996 | 無綫電視 1995年度十大勁歌金曲 | 全城至愛金曲（特設獎項） | 獲獎 |

## 迴響
此歌曾經街知巷聞，被視為陈百祥在音樂上的代表作。

## 備註
1. ↑  有說此歌首演早於節目《運財智叻星》首播。